# Gouvernement Mowinckel II
Hornsrud Kolstad
Le Gouvernement Mowinckel II est un gouvernement norvégien mené par Johan Ludwig Mowinckel. Ce gouvernement est à la tête de la Norvège du 15 février 1928 au 12 mai 1931. 
Il s'agit, comme souvent à cette époque, d'un gouvernement minoritaire mais exclusivement composé de membres du parti Venstre.

## Composition
| Ministère                                            | Nom                     | Date                        |
| ---------------------------------------------------- | ----------------------- | --------------------------- |
| Premier Ministre et Ministre des Affaires étrangères | Johan Ludwig Mowinckel  |                             |
| Ministre des Finances                                | Per Berg Lund           |                             |
| Ministre de la Justice                               | Haakon Martin Evjenth   | du 15.02.1928 au 21.11.1930 |
|                                                      | Arne Sunde              | du 21.11.1930 au 12.05.1931 |
| Ministre de l'Agriculture                            | Hans Jørgensen Aarstad  |                             |
| Ministre du culte                                    | Sigvald Mathias Hasund  |                             |
| Ministre de la Défense                               | Torgeir Anderssen-Rysst |                             |
| Ministre des Affaires sociales                       | Torjus Værland          |                             |
| Ministre du Commerce                                 | Lars Oftedal            |                             |
| Ministre du Travail                                  | Ole Monsen Mjelde       |                             |